# Neolophonotus robustus
Neolophonotus robustus là một loài ruồi trong họ Asilidae. Neolophonotus robustus được Ricardo miêu tả năm 1922.